# 佳里保興宮
佳里保興宮其主祀保生大帝、田都元帥、福德正神，位於臺南市佳里區興化里，是來台始祖黃國朝，生於明末崇禎時期福建安溪縣人， 奉請保生大帝來台開墾鎮守，過去並未建廟皆採爐主輪流，後在原址建一祖祠，但因年久過於簡陋，後又籌組重建委員會，邀地方鄉親及在外遊子凝聚共識一同出錢出力，重新起造新廟，時為現今之保興宮。

## 外部連結
- 佳里區公所（繁體中文）